# حريق مخيم اللاجئين الروهينجا
اندلع حريق مخيم اللاجئين الروهينجا ليلة 22 مارس 2021 ودمر جزءًا كبيرًا من مخيم بالوخالي، وقتل عددًا من الأشخاص. يعتقد أنه بدأ عندما انفجرت إسطوانات الغاز المستخدمة في الطهي، وقام 100 من رجال الإطفاء بمحاولة إخماد النيران التي ظلت مشتعلة حتى منتصف الليل تقريبًا، تشرد الآلاف من الروهينجا واللاجئين الذين نزحوا من الإبادة الجماعية للروهينجا في ميانمار، ودمرت العديد من المباني، بما في ذلك المدارس ومراكز تخزين المواد الغذائية. كان أول المستجيبين للأزمة من المخيم نفسه، وبحلول اليوم التالي انضمت وكالات الإغاثة إلى عمليات الإغاثة؛ ووردت تقارير من بعض المراقبين أفادت بأن جهود الإنقاذ تعرقلت بسبب سياج من الأسلاك الشائكة حول المخيم، والذي قيل أنه ربما أدى إلى إبطاء حركة الهاربين من النيران وربما ساهم في وقوع الضحايا.

## خلفية

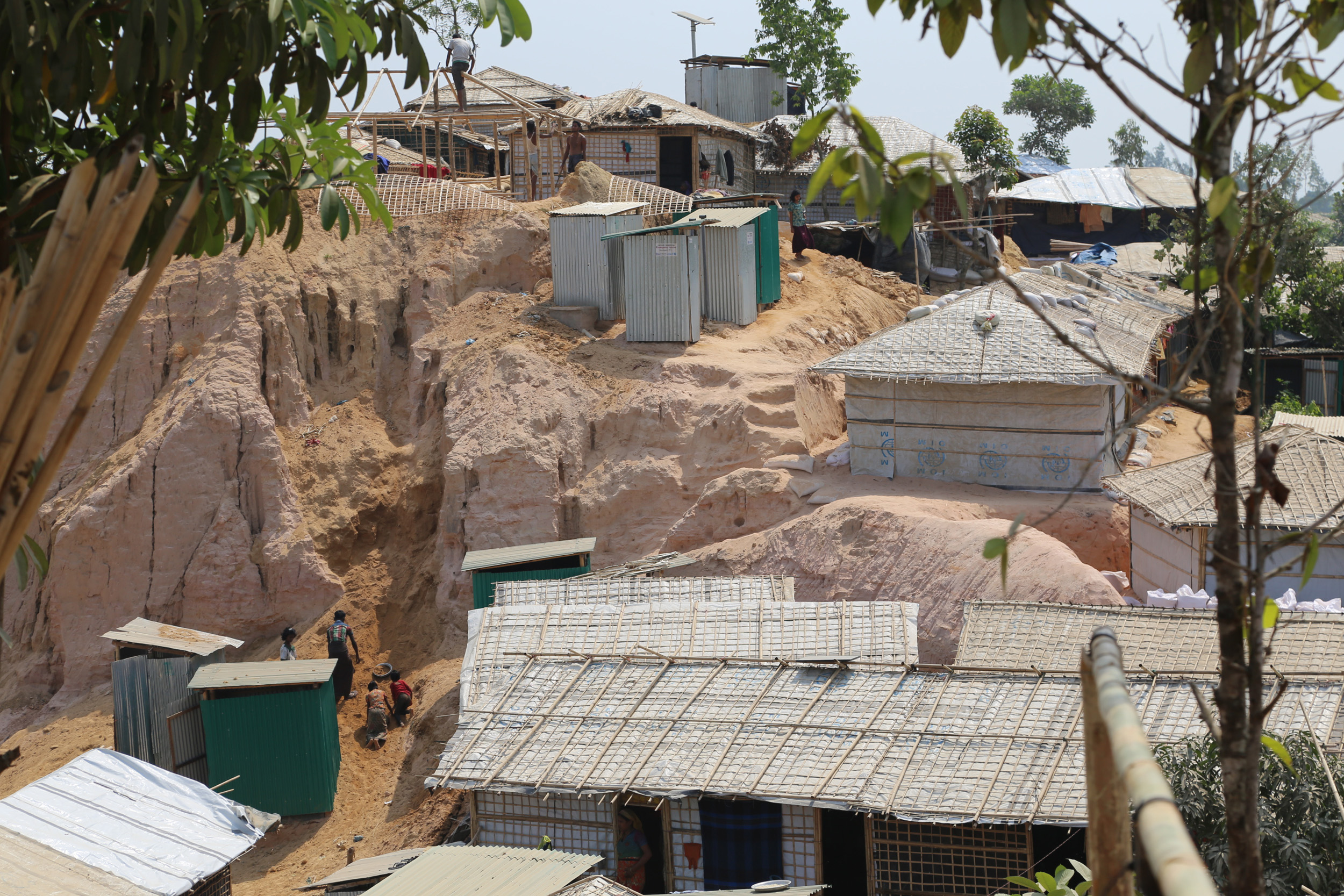
أكواخ مؤقتة في مخيم بالوخالي للاجئين عام 2018

في عام 2017، نزحت الغالبية العظمى من الروهينجا وأصبحوا لاجئين نتيجة الإبادة الجماعية. في ذروة الأزمة في عام 2017، أُجبر أكثر من مليون من الروهينجا على الفرار إلى بلدان أخرى. فر معظمهم إلى بنغلاديش بينما فر آخرون إلى الهند وتايلاند وماليزيا وأجزاء أخرى من جنوب وجنوب شرق آسيا. بحسب الأمم المتحدة، اعتبارًا من يوليو 2019، فر أكثر من 742,000 شخص من الروهينغا أو طردوا من ولاية راخين وسعوا للجوء في بنغلاديش. يُعتقد أن مخيم بالوخالي هو الأكبر في العالم، ويحتضن ما يقرب من عُشر اللاجئين الروهينغيين في بنغلاديش، موزعين على 34 مخيماً على 8,000 أكر (3,200 ها). أكثر من نصف ساكنيها من الأطفال، بحسب ما صرح به الممثل الإقليمي للأمم المتحدة. كانت قد تعرضت لحريق كبير سابق في عام 2017، بسبب انفجار أسطوانات الغاز. وكانت حرائق صغيرة قد اندلعت في اليومين السابقين، ودمرت عددًا من الأكواخ، بينما شهد يناير 2021 حريقًا آخر أحرق أربع مدارس. كانت حكومة بنغلاديش تقوم بنقل اللاجئين إلى جزيرة بهاسان شار في خليج البنغال، وهي سياسة لاقت إدانة على نطاق واسع لأن الجزيرة يمكن أن يغمرها إعصار.

## الحريق
في ليلة 22 مارس 2021، اندلع حريق في مخيم بالوخالي، جنوب غرب كوكس بازار، مخيم بنغلاديش للاجئين الروهينجا. وصف السكان فيما بعد كيف بدأ في الجنوب وانتشر بسرعة كبيرة عبر أربع بلوكات، أشارت التقارير الأولى إلى مقتل 15 شخصًا على الأقل وفقد 400 آخرين، وفقًا للمفوضية السامية للأمم المتحدة لشؤون اللاجئين، التي وصفتها بأنها «ضخمة ومدمرة». قال برنامج الأغذية العالمي إن عددًا من مستودعات توزيع المواد الغذائية التابعة له قد دمرت، وكذلك العيادات الصحية والمساجد والمراكز المجتمعية ومساحة آمنة للنساء تديرها لجنة الإنقاذ الدولية (IRC).
كان غالبية لاجئي المخيم من النساء والأطفال، وأقر متحدث باسم الحكومة أن عددًا من القتلى من الأطفال ودُفن العديد من المفقودين تحت الأنقاض. كما أشارت المفوضية السامية للأمم المتحدة لشؤون اللاجئين إلى إصابة 560 شخصًا وتشريد 45 ألف شخص. صرح رئيس وفد الحركة الدولية للصليب الأحمر والهلال الأحمر في بنغلاديش بأن أكثر من 17000 مأوى ربما 40,000، ومعظمها مبني من الخيزران والتربولين، المؤقت - تدمرت، مما أدى إلى تهجير «عشرات الآلاف من الناس»، وذكرت تقارير محلية أن الحريق اشتعل بعد ثماني ساعات من اندلاعه، واستمر «حتى الليل»، حسب ما أوردته مجلة تايم. أفادت الإذاعة الوطنية العامة عن لاجئ من الروهينجا أخبرهم كيف «ذهب كل شيء. الآلاف بلا منازل»؛ وعلى العكس من ذلك، اقترحت خدمات الإغاثة الكاثوليكية، كان من حسن الحظ أن الحريق اندلع في فترة ما بعد الظهر بدلاً من الليل، حيث«كان الناس يتنقلون وكان الأطفال يلعبون بالخارج، لذا يمكنهم الإخلاء بسرعة» ذكرت صحيفة تايمز أوف إنديا أن «ما لا يقل عن أربعة فرق من رجال الإطفاء كانت تكافح للسيطرة على الحريق» وأن مقاطع الفيديو المنشورة على وسائل التواصل الاجتماعي أظهرت دخانًا أسود كثيفًا يغطي المخيم.

## الاستجابة
لم يعرف سبب الحريق بالرغم من التحقيق من قبل شرطة بنغلاديش، وانتقد عدد من مراقبي حقوق الإنسان وضع الأسلاك الشائكة حول المخيم، بحجة أنها منعت الناس  - "بما في ذلك النساء والفتيات المستضعفات على وجه الخصوص"، كما قالت لجنة الإنقاذ الدولية  - من الفرار من الحريق، وربما ساهمت في رفع عدد القتلى. جادل جان إيجلاند، من المجلس النرويجي للاجئين، بأن «هذا الحدث المأساوي كان من الممكن أن يكون أقل كارثية لو لم تُقام سياج من الأسلاك الشائكة حول المخيمات. لقد سمع موظفو المجلس النرويجي للاجئين روايات مروعة من اللاجئين حول تدافعهم لاختراق الأسوار السلكية لإنقاذ عائلاتهم، والهروب من الحريق والوصول إلى بر الأمان». ومع ذلك، رفضت الشرطة المزاعم المتعلقة بالأسلاك الشائكة، وذكر متحدث باسم الحكومة، وفقًا لقناة نيوز آسيا، أن «السياج لم يكن مشكلة رئيسية»، وألقى باللوم على السرعة التي انتشر بها الحريق بدلاً من سياج الأسلاك الشائكة للضحايا. كما جاء التساؤل عن سبب اندلاع الحرائق بوتيرة نسبية، حيث صرح مسؤول من فرقة الإطفاء المحلية بأن ثلاث حرائق قد حدثت في أربعة أيام؛ وذكرت منظمة العفو الدولية، من وجهة نظرهم، «أن تكرار الحرائق في المخيمات أمر مصادفة للغاية، لا سيما عندما تكون نتائج التحقيقات السابقة في الحوادث غير معروفة وهم يواصلون تكرارها»، في حين أشار متحدث باسم اللاجئين إلى أن «الأمر كذلك». ليس من الواضح سبب تكرار الحوادث هذه في المخيمات". وذكرت شبكة سي بي إس أن بنغلاديش تشتبه في إحراق متعمد، مشيرة إلى أن «المسؤولين هناك يقولون إنه من قبيل المصادفة أن نشوب الكثير من الحرائق في مثل هذه الفترة الزمنية القصيرة». على الرغم من أن الحريق قد خمد خلال 48 ساعة، إلا أن سببه لا يزال مجهولاً. يعتقد برنامج الأغذية العالمي أن ما يصل إلى 87500 شخص سيتضررون في النهاية من الحريق، وقدرت الحركة الدولية للصليب الأحمر والهلال الأحمر الرقم بـ 123000 شخص، وقالت وكالات الإغاثة إن الوضع سيظل حرجًا بسبب قرب موسم الأعاصير.

### مساعدات أجنبية
كان أول المستجيبين للحريق هم لاجئون من الروهينجا أنفسهم. ذكرت إذاعة صوت أمريكا أن العديد من وكالات المعونة سلبت «المساعدة الطارئة». أفاد المتحدث باسم المفوضية السامية للأمم المتحدة لشؤون اللاجئين أنه «لم ير من قبل أي شيء ضخم ومدمّر»، وأن الفرق الأرضية كانت تقوم بعملية بحث وإنقاذ تحت الأنقاض. كان عملاءاليونيسف يعملون أيضًا في المخيم، حيث يقدمون الإسعافات الأولية الفورية ويساعدون في إعادة الإسكان حيثما أمكن ذلك. جرى تنسيق عمليات الإغاثة والإنقاذ من قبل منظمة الهجرة الدولية، التي قدمت مليون دولار لجهود الإغاثة. بينما أرسل برنامج الأغذية العالمي شحنة من الطاقة الغذائية إلى المخيم، وقام بتجهيز 60.000 وجبة ساخنة في اليوم التالي.